# Idaea metohiensis
Idaea metohiensis is een vlinder uit de familie spanners (Geometridae). De wetenschappelijke naam is voor het eerst geldig gepubliceerd in 1900 door Rebel.
De soort komt voor in Europa.